# اوریم و تومیم

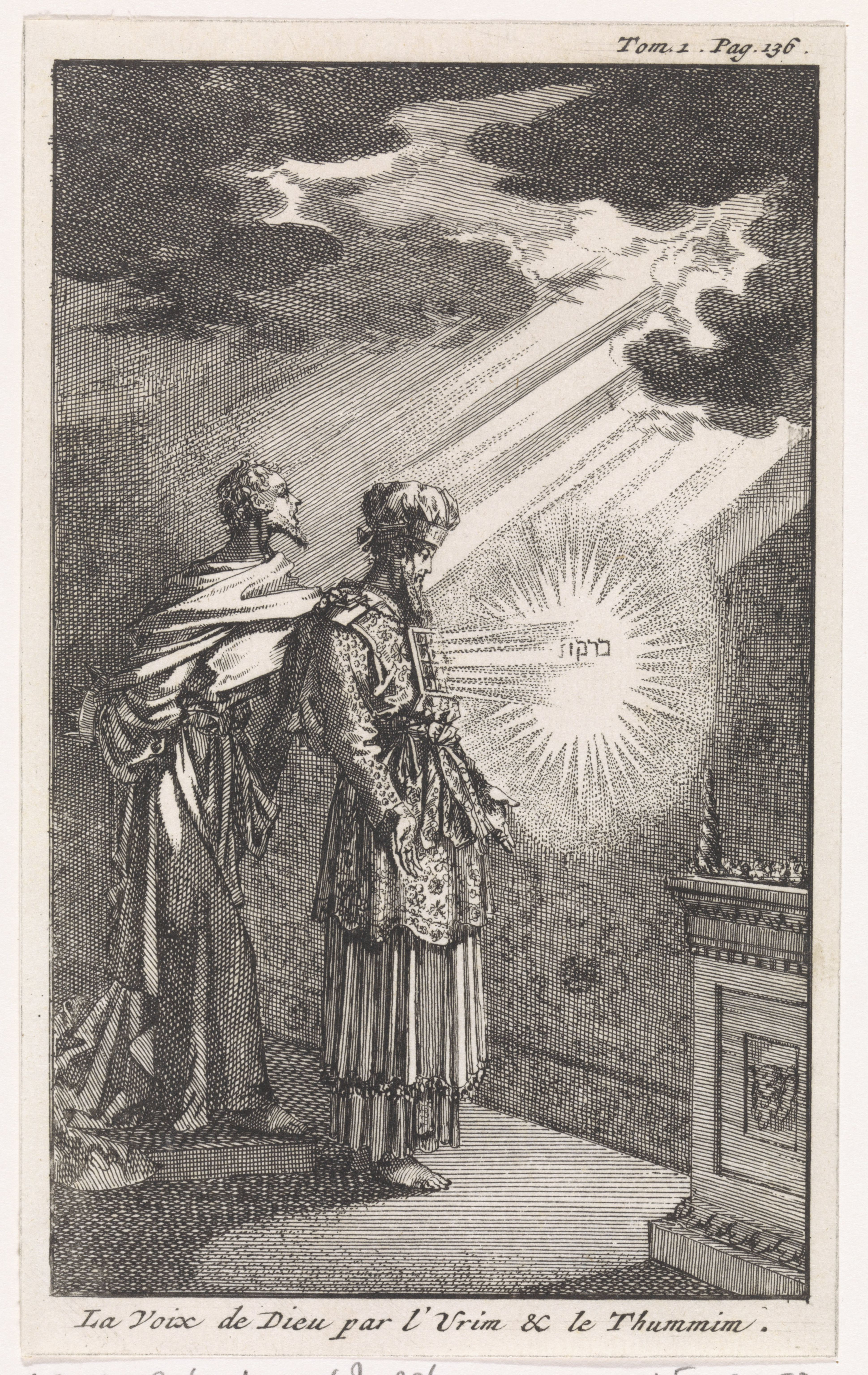
آوریم تومیم

آوریم و تومیم (عبری: האורים והתומים) یک وسیله است که مرتبط با افود و حوشن است. این وسیله برای غیبگویی و پیش بینی آینده بکار می‌رفت. در زمان معبد سلیمان لباس مخصوص کاهن اعظم افود دارای آوریم و تومیم بود.

## نام و معنی آن
تومیم از معنی لغوی بیگناه گرفته شده است. ریشه لغت آوریم به معنی روشنایی است. هر دو لغت به صورت جمع استفاده شده‌اند که شاید دلیل آن حرمت آنها باشد. آوریم و تومیم ممکن است به صورت گناهکار یا بیگناه ترجمه شوند.

## عملکرد
در کتاب ساموئل ۱۴:۴۱ می‌توان به عملکرد آوریم و تومیم پی برد. در این زمان آوریم و تومیم برای پیدا کردن اینکه کدام یک از دو گروه حاوی فرد گناهکار است استفاده می‌شوند. در توضیح لباس کاهن اعظم افود، این معنی برداشت می‌شود که آوریم و تومیم بر روی صفحه‌ای که بر روی سینه او قرار داشت (حوشن) قرار داشتند. در این کاربرد آوریم و تومیم به عنوان دستگاهی که غیرپیامبران به وسیله آن با خدا ارتباط برقرار می‌کردند استفاده می‌شد. محققان عقیده دارند که عملکرد آوریم و تومیم به صورت جواب بله/خیر بوده است.
بر اساس بعضی نوشته‌های اسلامی عربهای قبل از اسلام از دستگاهی مشابه استفاده می‌کردند. این دستگاه که در کعبه نگهداری می‌شد دارای دو جهت بود و پاسخ بله/خیر بر اساس جهت آن به دست میامد.
یوسفوس فلاویوس تاریخدان معروف در نوشته‌های خود اشاره کرده است که آوریم و تومیم تا زمان مکابیان استفاده می‌شد؛ ولیکن در تلمود نوشته شده است که بعد از نابودی معبد اول توسط بابلیان آوریم و تومیم گم شده است. در کتاب عزرا نوشته شده است که کسانی که ادعای کاهن بودن می‌کردند نمی‌توانستند در زمان معبد دوم تبار کاهن بودن خود را اثبات کنند زیرا آوریم و تومیم گم شده بود. این نوشته با نوشته تلمود بیشتر همخوانی دارد.

## در فرهنگ
آوریم و تومیم یا ترجمه لاتین آن لوکس و وریتاس در روی علامت بسیاری از دانشگاه‌های جهان به چشم می‌خورد. به طور مثال دانشگاه ایندیانا، مونتانا و دانشگاه نورت‌ایسترن از نوشته لوکس و وریتاس استفاده می‌کنند. علامت دانشگاه ییل نیز از آوریم و تومیم استفاده می‌کند. در داستان کیمیاگر پائولو کوئلو پادشاه سالم به قهرمان اصلی داستان سانتیاگو دو سنگ به نامهای آوریم و تومیم می‌دهد. یکی سیاه است که به معنی بلی و دیگری سفید به معنی نه می‌باشد. این دو سنگ برای پرسیدن سؤال استفاده می‌شوند.